# Dieter Happ (Politiker)

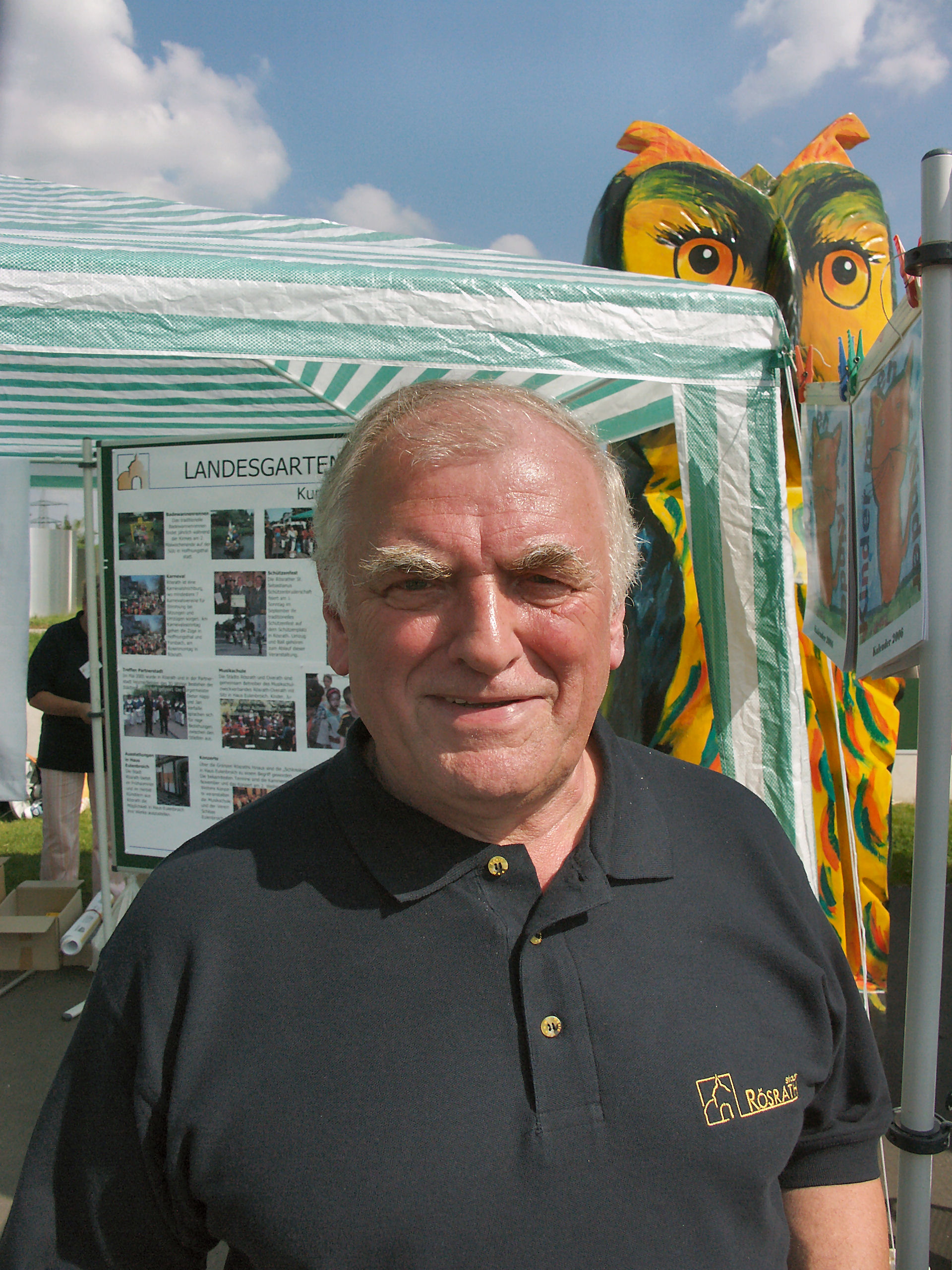
Dieter Happ (Bürgermeister) (2005)

Dieter Happ (* 2. November 1940 in Bergisch Gladbach; † 24. Dezember 2018 ebenda) war ein deutscher Politiker (SPD). Er wirkte von Oktober 1989 bis November 2008 als Bürgermeister der Stadt Rösrath im Rheinisch-Bergischen Kreis, die südöstlich an Köln angrenzt.

## Leben und Wirken

### Beruf und politische Laufbahn
Happ absolvierte eine Berufsausbildung zum Buchbinder und arbeitete beim Verlag Bastei Lübbe in Bergisch Gladbach.
Im Jahr 1965 trat Happ in die SPD ein. Als Mitglied des Kreistages fungierte er von 1979 bis 1999. In den Jahren 1989 bis 1999 bekleidete er den Posten eines ehrenamtlichen Bürgermeisters in Rösrath. Aufgrund seiner Beliebtheit bei der Rösrather Bevölkerung wurde er im Jahr 1999 mit großer Mehrheit in einer Stichwahl wiedergewählt. Am 1. Oktober 1999 wurde er der erste hauptamtliche Bürgermeister von Rösrath. Im Jahr 2004 versuchte die örtliche SPD eine andere Kandidatin anstelle von Happ als Bürgermeisterkandidatin durchzusetzen. Der Versuch scheiterte. Happ trat als Einzelkandidat an und gewann die Stichwahl mit 77,1 %. Seine langjährige Bürgermeistertätigkeit endete mit dem November 2008.

### Privates
Seit dem Jahr 1962 war Happ mit Dagmar Gudrun Wilm verheiratet.
Happ sang als zweiter Bass im Männergesangverein Concordia Forsbach unter der Leitung von Babrak Wassa. Im Rösrather Karneval leitete er viele Jahre den Forsbacher Narrenumzug am Karnevalssonntag sowie verschiedene Veranstaltungen als Sitzungspräsident. Im Jahr 1969 war er der Forsbacher Karnevalsprinz Dieter I.
Bei der jährlich in der belgischen Partnerstadt Veurne stattfindenden Büßerprozession nahm Happ regelmäßig teil und trug ein ca. 25 Kilogramm schweres Kreuz. Damit die Rösrather ihn in der Prozession unter den vielen verkleideten Teilnehmern wiedererkennen konnten, trug er dabei stets rote Socken.

## Auszeichnungen
- Ehrenbürger der Stadt Rösrath, Verleihung am 30. September 2011.[1]